# Firefly Lane
Firefly Lane (no Brasil, Amigas para Sempre) é uma série de televisão americana dramática, estrelada por Katherine Heigl e Sarah Chalke e desenvolvida por Maggie Friedman. A série é baseada no romance de mesmo nome escrito por Kristin Hannah e estreou na Netflix em 3 de fevereiro de 2021. Em maio de 2021, a série foi renovada para segunda temporada com data de estreia prevista para 2022.

## Elenco

### Principais
- Katherine Heigl como Tully Hart
  - Ali Skovbye como Tully (jovem)
- Sarah Chalke como Kate Mularkey
  - Roan Curtis como Kate (jovem)
- Ben Lawson como Johnny Ryan
- Beau Garrett como Cloud
- Yael Yurman como Marah Mularkey
- Ignacio Serricchio como Danny Diaz (segunda temporada)

### Recorrente
- Brandon Jay McLaren como Travis
- Jon-Michael Ecker como Max Brody
- Chelah Horsdal como Margie
- Paul McGillion como Bud
- Jenna Rosenow como Kimber Watts
- Leo Rano como Leon
- Brendan Taylor como Mutt
- Jason Mckinnon como Sean
  - Quinn Lord como Sean (jovem)
- Synto Misati como Robbie
- Kristen Robek como Carol
- Andres Joseph como Gideon Vega
- Patrick Sabongui como Chad Wiley
- Greg Germann como Benedict Binswanger (segunda temporada)
- India de Beaufort como Charlotte (segunda temporada)
- Jolene Purdy como Justine Jordan (segunda temporada)

### Participações especiais
- Martin Donovan como Wilson King

## Episódios

### 1.ª temporada (2021)
| N.º na série | N.º na temp. | Título                         | Dirigido por   | Escrito por                      | Lançamento             |
| ------------ | ------------ | ------------------------------ | -------------- | -------------------------------- | ---------------------- |
| 1            | 1            | "Hello Yellow Brick Road"      | Peter O'Fallon | Maggie Friedman                  | 3 de fevereiro de 2021 |
| 2            | 2            | "Oh! Sweet Something"          | Peter O'Fallon | Maggie Friedman                  | 3 de fevereiro de 2021 |
| 3            | 3            | "Dancing Queens"               | Anne Wheeler   | Ilene Rosenzweig                 | 3 de fevereiro de 2021 |
| 4            | 4            | "Love is a Battlefield"        | Anne Wheeler   | Savannah Dooley                  | 3 de fevereiro de 2021 |
| 5            | 5            | "Sweet Child O' Mine"          | Vanessa Parise | Maggie Friedman & Barbara Johns  | 3 de fevereiro de 2021 |
| 6            | 6            | "Dirty Laundry"                | Vanessa Parise | John Sacret Young                | 3 de fevereiro de 2021 |
| 7            | 7            | "Total Eclipse of the Hart"    | Fred Gerber    | Marissa Lee                      | 3 de fevereiro de 2021 |
| 8            | 8            | "Mawaige"                      | Fred Gerber    | Savannah Dooley & James Ford Jr. | 3 de fevereiro de 2021 |
| 9            | 9            | "You Say It’s Your Birthday?!" | Lee Rose       | Ilene Rosenzweig                 | 3 de fevereiro de 2021 |
| 10           | 10           | "Auld Lang Syne"               | Lee Rose       | Maggie Friedman                  | 3 de fevereiro de 2021 |

## Produção

### Desenvolvimento
Em 22 de fevereiro de 2019, foi anunciado que a Netflix havia encomendado à produção um pedido de série para uma primeira temporada de 10 episódios. A série foi criada por Maggie Friedman, que também deve produzir a série como produtora executiva ao lado de Stephanie Germain, Lee Rose e Katherine Heigl. Em 26 de maio de 2021, a Netflix renovou a série para segunda temporada, que está prevista para ser lançada em 2022.

### Seleção de elenco
Em julho de 2019, foi anunciado que Katherine Heigl se juntou ao elenco principal da série. Em agosto de 2019, foi relatado que Ben Lawson, Sarah Chalke e Beau Garrett também se juntaram ao elenco principal. Em setembro de 2019, Ali Skovbye e Roan Curtis foram escalados para interpretar as versões adolescentes dos personagens de Heigl e Chalke, Tully e Kate, respectivamente. No mesmo mês, Yael Yurman foi escalado como um regular da série, enquanto Jon Ecker e Brandon Jay McLaren foram escalados em funções recorrentes. Em 17 de dezembro de 2019, Patrick Sabongui e Brendan Taylor se juntaram ao elenco em papéis recorrentes. Em 11 de fevereiro de 2020, Jenna Rosenow foi escalada para um papel recorrente. Em 21 de setembro de 2021, Ignacio Serricchio se juntou ao elenco principal da série, enquanto Greg Germann, India de Beaufort e Jolene Purdy foram escalados para papéis recorrentes para a segunda temporada.

### Filmagens
As filmagens da série começaram em 17 de setembro de 2019 e terminaram em 21 de janeiro de 2020 em Burnaby, Colúmbia Britânica. Vincent De Paula é o diretor de fotografia da série.

## Lançamento
Em 14 de outubro de 2020, as primeiras imagens da série foram liberadas juntas com o primeiro teaser. A série foi lançada em 3 de fevereiro de 2021.

## Recepção

### Audiência
Na semana de 1 a 7 de fevereiro, Firefly Lanefoi classificada em primeiro lugar da Nielsen Ratings, que anunciou que o show foi visto por um total de 1,3 bilhão de minutos. Na semana seguinte, ele foi classificado como número um nas avaliações da Nielsen novamente, com um total de 1,288 bilhões de minutos de exibição. Em 20 de abril de 2021, a Netflix anunciou que 49 milhões de pessoas assistiram à série em seus primeiros 28 dias após seu lançamento.

### Crítica
Para a série, o agregador de resenhas Rotten Tomatoes relatou um índice de aprovação de 44% com base em 25 resenhas críticas, com uma classificação média de 5,46/10. O Metacritic deu à série uma pontuação média ponderada de 57 de 100 com base em 21 críticas, indicando "críticas mistas ou médias".